# Magnus Stenbock (1911–2007)
Carl Magnus Pontus Nils Stenbock, född den 28 september 1911 i Stockholm, död den 2 maj 2007 på Herrborum i Sankt Anna socken i Östergötlands län, var en svensk greve, författare, debattör och konstnär. 

## Biografi
| Greve Magnus Stenbock 1988 och 1999. |  | Greve Magnus Stenbock 1988 och 1999. |
| Greve Magnus Stenbock 1988 och 1999. |  |                                      |

Stenbock var enda barnet till stiftsbibliotekarien i Linköping, filosofie doktor Carl Magnus Stenbock och Louise Mörner af Morlanda, senare omgift och känd som Louise Montgomery. Efter att ha studerat vid Linköpings läroverk och Sigtunaskolan fortsatte han sina studier vid Gottfrid Larssons och Edward Berggrens konstskola. Det dröjde dock till 1993 innan han visade sina verk offentligt vid en utställning i Söderköping. 
Från 1929 var han bosatt på godset Herrborum inkluderat Eknön och Skällvik i Sankt Anna socken utanför Söderköping i Östergötland, som han ärvde av sin mor 1969. För att få lite liv och rörelse i ensamheten på gården efter sin mors bortgång 1978 och erhålla en viss inkomst, började han på 1980-talet ta emot betalande gäster, varvid det var viktigt att dessa följde en umgängesetikett från äldre tider. 
Helst skulle gästerna anlända till gården med häst och vagn. För att klara åtagandet med gäster hade han två hushållerskor. När tidningen Östgöta-Correspondenten gjorde ett besök på våren 2007 strax före hans bortgång var Magnus Stenbock sängliggande, men framhöll att "Jag är inte sjuk, det är bara ålderssymptom. Jag är inte som min mor, hon var piggare", vilket syftade på att grevinnan Louise Mörner blev 99 år.
Kung Carl XVI Gustaf och drottning Silvia gjorde ett besök på Herrborum på 1990-talet, då kungen kommenterade "Här har tiden stått still".
Magnus Stenbock var aldrig gift.

## Åsikter och ståndpunkter
Magnus Stenbock hade tre stora förebilder i sitt levnadssätt, nämligen den andlige ledaren Dalai lama (född 1935), teologen Albert Schweitzer (1875–1965) och fältmarskalken Magnus Stenbock (1665–1717), till vilken han kunde spåra sina adliga rötter och som ofta lyftes fram som en betydande person för Sveriges militära försvar i äldre dagar. Stenbock har författat boken Tankar och synpunkter i några av tidens frågor, som publicerades år 1961 och som därefter har utkommit i sammanlagt 11 reviderade upplagor, den senaste 2007.

### Ekologism
Stenbock var influerad av den moraliska hållningen ahimsa och värnade starkt om alla djurs rätt att få leva efter sina naturliga betingelser. Enligt Stenbock stod människan inte så högt över djuren som många föreställer sig. Stenbock var även engagerad miljövän och riktade kritik mot miljöförstöringen, årtionden innan problemet blev uppmärksammat av allmänheten. Han företrädde alltså en form av grön konservatism.
Han var helt emot fiske på godsets egna fiskevatten och gästande fick endast använda roddbåtar och eldrivna aktersnurror på hans vatten. På godset kom det med tiden att finnas osedvanligt många katter (uppskattningsvis 40 stycken) eftersom han vägrade att låta avliva och kastrera kattungar. Han fick flera påpekanden från kommunen och länsstyrelsen att inkomma med uppgifter om hur många katter som fanns på gården, på vilket han svarade: "Jag har också myrstackar på gården och jag har inte räknat myrorna." Ofta porträtterades han som den sista levande personen från en annan tidsålder.

### Filosofi
Stenbocks livssyn var i grunden religiös och han motsatte sig materialism och kapitalism. I sitt verk Tankar och synpunkter i några av tidens frågor skriver han:
| ” | Materialismen förnekar den översinnliga världen och religionens verklighet, följaktligen förnekar den också människans elementäraste livsbehov, kontakten med den andra världen, och upphöjer helt sekundära livsbehov och livsmål till primära och viktiga. Det blir den egoistiska vällevnaden, det hänsynslösa penningförvärvet (ofta på andras bekostnad) – vilket frestar till: det hänsynslösa utnyttjandet och exploaterandet av såväl naturen som medmänniskorna – som upphöjes till livsmål och livsvärden av första ordningen. | „ |

### Könsroller
Stenbock hade en traditionell syn på kvinnans roll i samhället av modellen ”anno dazumal”. I kapitlet "Kvinnorna sviker sin huvuduppgift" skriver greven om vikten av att kvinnor sköter sina traditionella uppgifter i hushållet och inte ger sig in på männens områden:
| ” | Kvinnorna är mer begåvade på hematmosfärsområdet än på manliga jobb. Man borde ta vara på deras begåvning att skapa värme och trivsel i ett hem. Som det är i dag har alltså kvinnorna svikit denna uppgift genom att söka sig till manliga yrken, det blir bara blir en parodisk och dålig kopia av mannen. Yrken som passar för kvinnor, om de nu måste arbeta utanför hemmet, är som läkare, sjuksköterska och präst. Allt som har med vård att göra. Jag är inte emot kvinnliga präster. De har mer förmåga till tröst och förståelse än vad män har. Det är bra för själavården. | „ |

Stenbock menade också att det fanns stora psykologiska skillnader mellan kvinnor och män: kvinnan är mera intuitivt lagd medan mannen är mera logisk.

### Rasism
Stenbock menade även att det fanns stora psykologiska skillnader mellan människor från olika folkslag och att människor av germanskt ursprung stod på en högre utvecklingsnivå än "australnegrer". Han menade att rasblandning borde undvikas.
Om invandringen skrev han (1961): "Invandringen av mindre lämpliga folkelement måste hejdas innan situationen blir ohållbar. Dessa folkelement hava gjort utomordentliga insatser då det gäller rekordsiffrorna i brottsstatistiken. Ur rassynpunkt äro de också ödesdigra."

### Statsskick
Stenbock var även starkt kritisk till det demokratiska statsskicket, som han menade ledde till att de som var minst lämpade att styra landet blev tongivande.

## Medverkan i television och film
- Dokumentären I Grevens tid, SVT, 2004. Finns utgiven 2005-10-05 som DVD.
- Intervjuas som 1800-talsmannen av Filip Hammar och Fredrik Wikingsson i avsnitt 2, säsong 4 av 100 höjdare, Kanal 5, 2006.